# Тунелу-Телиу (Брашов)
Тунелу-Телиу (рум. Tunelu-Teliu) насеље је у Румунији у округу Брашов. Oпштина се налази на надморској висини од 543 m.

## Становништво
Према подацима из 2011. године у насељу је живело 3610 становника.